# 加那利大型望远镜
加那利大型望遠鏡（西班牙語：Gran Telescopio Canarias，縮寫：GranTeCan 或 GTC）是位於西班牙所屬加那利群島中拉帕爾瑪島上穆查丘斯羅克天文台里的10.4米（410英寸）一架反射望遠鏡。
這架望遠鏡的建造花了7年的時間，耗資1.3億歐元（1.12億英鎊）。由於天氣狀況加上地區的偏遠，將設備運送到這兒和後勤的支援都相當困難，安裝的进展受到了阻礙。在2007年開光取得第一幅影像，至2009年才開始科學的觀測。
加那利大型望远镜项目是一个由几个來自西班牙和墨西哥的机构、佛羅里達大學、墨西哥國立自治大學及加那利天体物理研究所（IAC）等機構組成的合作项目。望遠鏡的建設計畫始於1987年，有來自100家公司超過1,000人參與建造。
它是世界上最大的光學單一口徑反射望遠鏡。望遠鏡的使用時間劃分是依照出資的比例：西班牙90%，墨西哥5%，佛羅里達大學5%。

## 歷史

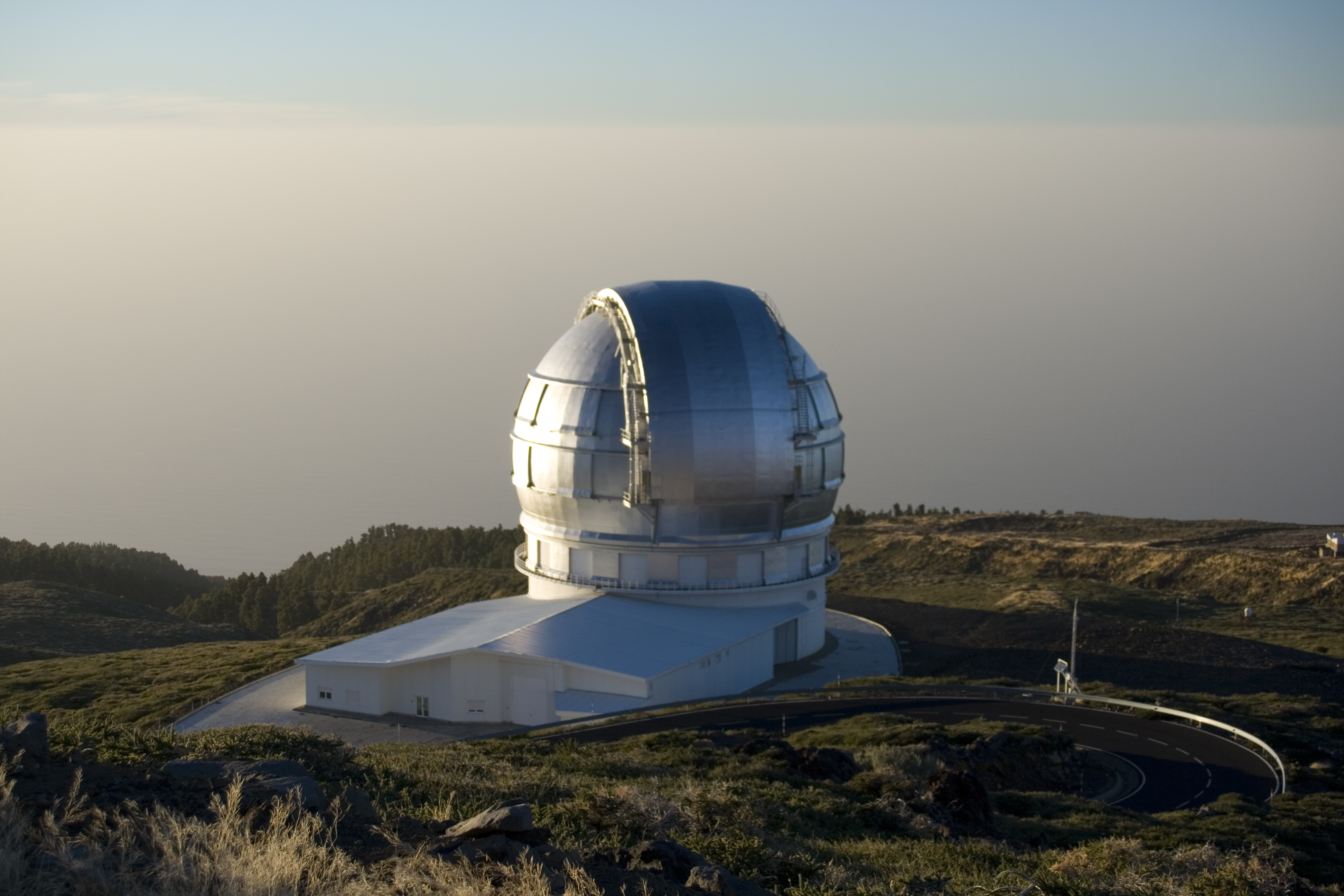
日落時分的加那利大型望遠鏡圓頂。

### 開光
加那利大型望遠鏡於2007年7月13日開始初步的觀測，當時使用的主鏡由12片鏡片拼接，是德國肖特玻璃廠以陶瓷鑄造而成的微晶玻璃。後來，增加到36片六邊形的鏡片。這些作為協同工作的反射單元鏡片，全部由主動光學控制系統控制
。它每天都會使用的儀器是OSIRIS。於2009年5月開始正常進行科學觀測。

### 啟用儀式
加那利大型望遠鏡於2009年7月24日由西班牙國王胡安·卡洛斯一世（西班牙語：Juan Carlos I）主持開幕，正式開啟它的快門。來自歐洲和美洲的500多名天文學家、政府官員和記者出席了儀式。

## 梅格拉

加那利大型望远镜和其他著名光学望远镜主镜面积比较，点选影像可看大图。

梅格拉（MEGARA，Multi-Espectrografo en GTC de Alta Resolucion para Astronomia）是光學涵蓋在0.365至1μm之間的可見光和紅外線波長的集成視場和多天體光學光譜儀，光譜解析度為R=6000-20000。

## 圖集

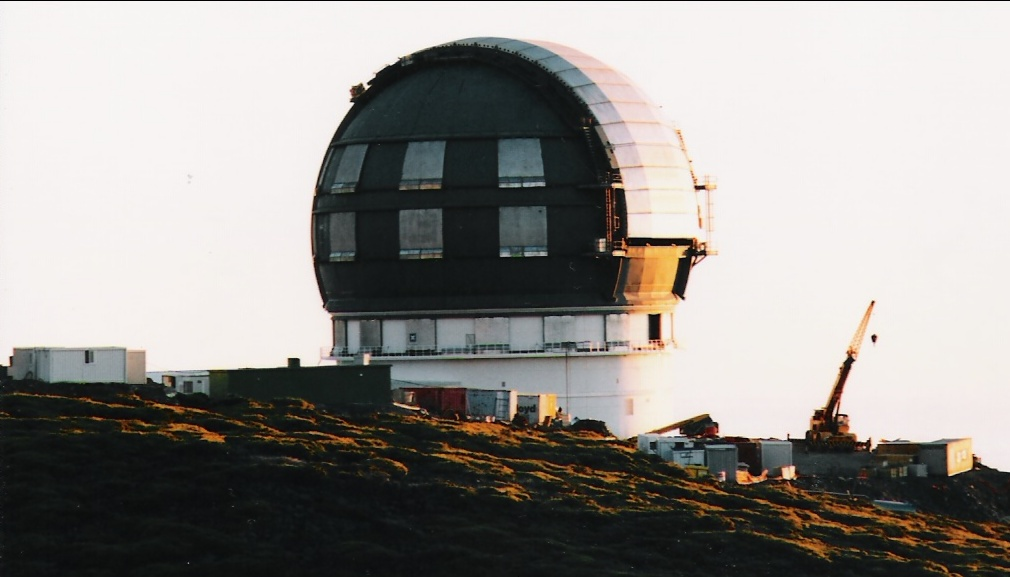
2001年在建造中的GTC圓頂。
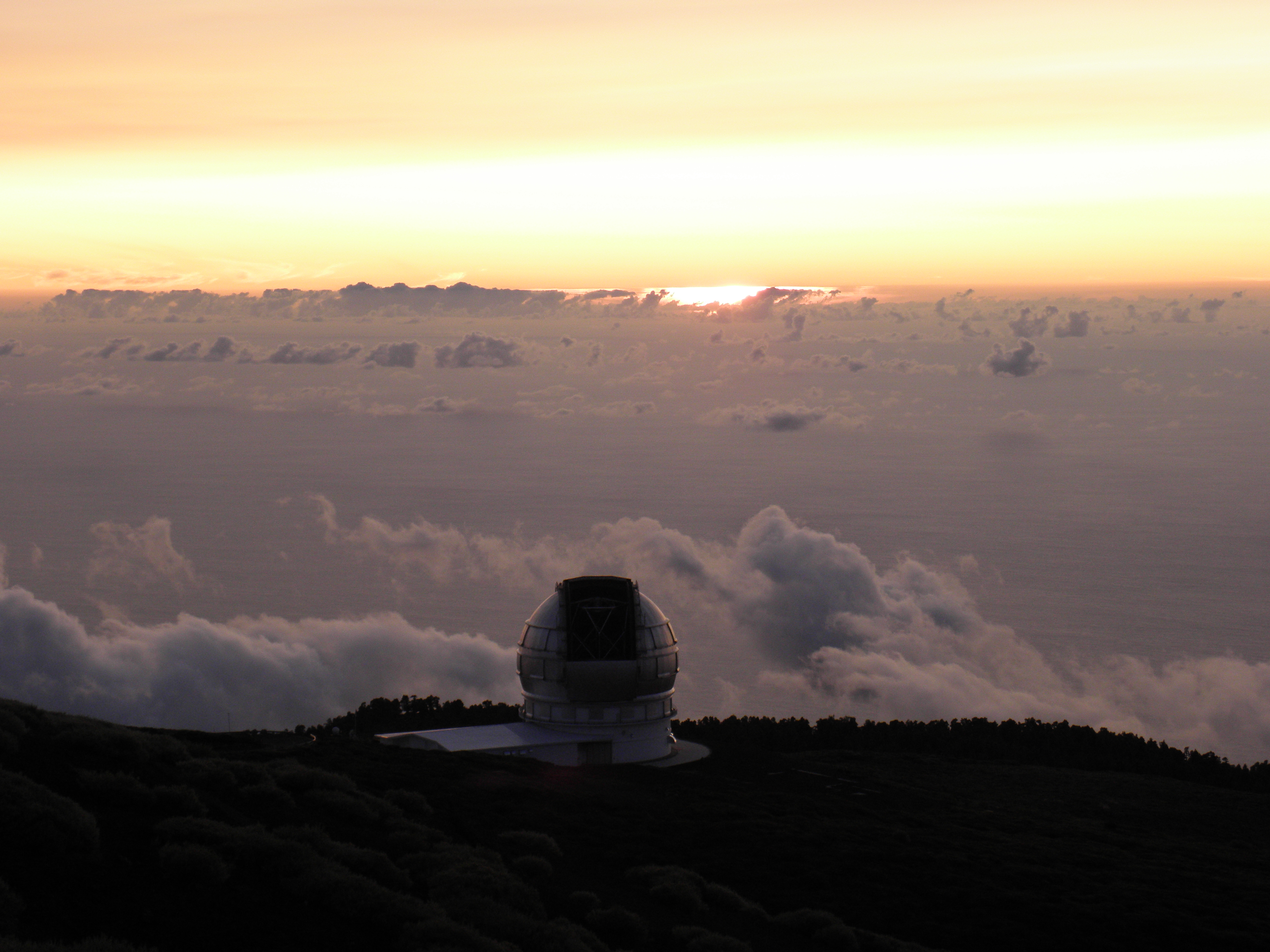
在日落時已經開啟的圓頂。

## 外部連結
- Gran Telescopio Canarias（页面存档备份，存于）
- GTC News（页面存档备份，存于）
- Instituto de Astrofísica de Canarias (IAC)（页面存档备份，存于）
- University of Florida CanariCam（页面存档备份，存于）
- （西班牙文） Consejo Nacional de Ciencia y Tecnología de México（页面存档备份，存于）
- （西班牙文） Instituto de Astronomía de la Universidad Nacional Autónoma de México（页面存档备份，存于）
- CBC article—Giant Canary Islands telescope captures first light（页面存档备份，存于）
- Images（页面存档备份，存于）
- Gran Telescopo Canarias inauguration press dossier（页面存档备份，存于） (in English)
- Merrifield, Michael. . Deep Sky Videos. Brady Haran.   [2019-08-30]. （原始内容存档于2019-09-01）.